# Almássy Judit
Almássy Judit, Almásy (Szeged, 1922. január 13. – Budapest, 1994. december 6.) magyar színésznő.

## Életút
1940-ben végzett a Színművészeti Főiskolán. A Vígszínházban kezdte pályafutását. Egy évvel később szülővárosába szerződik. Későbbi Debrecen és Pécs. 1945-ben átmenetileg visszavonul a pályától. 1951-től egy szezont ismét Szegeden játszik. Újabb kihagyás után az 1956/57-es szezonban Kaposváron találkozhatunk ismét nevével. Ezután csak alkalmi feladatokat vállalt, a Kamara Színház és az Országos Rendező Iroda produkcióiban lépett fel. A Farkasréti temető 25. parcellájában nyugszik (1-54).

## Családja
Férje Zách János színész, rendező volt. Fia, Zsámbéki Gábor Kossuth-díjas rendező, a Budapesti Katona József Színház alapító tagja.

## Szerepeiből
- Szegedi Nemzeti Színház
  - Mikszáth Kálmán: A Noszty fiú esete Tóth Marival (Rozi) 1951. december 14. Átdolgozó: Benedek András és Karinthy Ferenc.
- Urbán Ernő: Tűzkeresztség (Bokorné Vas Lina) 1952. január 11.
- Kaposvári Csiky Gergely Színház
  - Vörösmarty Mihály: Csongor és Tünde (Éj) 1956. szeptember 14.
  - Heltai Jenő: A néma levente (Beatrix) 1956. december 29.
  - Maugham: A szent láng (ápolónő) 1957. január 25.
  - Lehár Ferenc: A mosoly országa (Hardeggné) 1957. február 15.
  - Thornton Wilder: A mi kis városunk (Webbné) 1957. március 8.
  - Schiller: Ármány és szerelem (Lady Milford:) 1957. április 26.
  - Niccodemi: Tacskó (Bianka) 1957.
- Pest Megyei Petőfi Színpad
  - Orbók Endre átdolgozása: Tamás bátya kunyhója (Eliza) 1960. január 13.